# Nurse Edith Cavell
Nurse Edith Cavell ist ein US-amerikanischer Spielfilm aus dem Jahr 1939. Unter der Regie von Herbert Wilcox verkörpert Anna Neagle die britische Krankenschwester Edith Cavell, die während der deutschen Besatzung Belgiens im Ersten Weltkrieg wegen Fluchthilfe für alliierte Soldaten hingerichtet wurde.
Der Film basiert auf Reginald Berkeleys 1928 in New York erschienener Geschichte Dawn (Dämmerung). Der Politiker und Schriftsteller diente im Ersten Weltkrieg als Hauptmann in einer Schützenbrigade.  

## Handlung
Bei Ausbruch des Ersten Weltkrieges leitet die englische Krankenschwester Edith Cavell ein Pflegeheim in Brüssel. Die Stadt ist von den Deutschen besetzt. Zusammen mit Madame Rappard, verhilft Cavell deren Enkel Jean, der aus einem Gefangenenlager flüchten konnte, zur Flucht in die neutralen Niederlande, wo er erst einmal in Sicherheit ist. Kurz zuvor war Jeans Vater verstorben, einer ihrer Patienten. Betroffen nicht nur von Jeans Not, tritt Cavell zusammen mit Madame Rappard und Madame Moulin, einer guten Freundin, sowie der Gräfin de Mavon einer Untergrundorganisation bei, um belgischen, französischen und englischen Soldaten zur Flucht zu verhelfen. Nach und nach gelingt es den Frauen, ihr System immer mehr zu perfektionieren und dadurch vielen Männern die Flucht über die Grenze zu ermöglichen.  
Als die deutsche Besatzung dahinterkommt, werden unverzüglich Maßnahmen ergriffen, um weitere Aktionen zu unterbinden. Man schleust Leutnant Schultz von der deutschen Armee unter die Gefangenen, der sich sodann alsbald als entflohener Häftling ausgibt. Als die Frauen ihm zur Flucht nach Holland verhelfen, wird ihr Netzwerk enttarnt, und Edith Cavell und weiteren Personen der Untergrundgruppe wird der Prozess vor einem deutschen Militärgericht gemacht. Sie wird angeklagt, ein Verbrechen zum Schaden der deutschen Streitkräfte begangen zu haben, insbesondere die Zuführung von Soldaten an den deutschen Feind, sei höchst verurteilenswert.   
Trotz eindringlicher Bitten von allen Seiten und Warnungen, dass eine Hinrichtung der Krankenschwester weltweite Empörung auslösen werde, lassen sich die Deutschen nicht beirren und verurteilen Edith Cavell zum Tode. Am 12. Oktober 1915 wird sie erschossen.

## Produktion und Hintergrund
Die Dreharbeiten für den Film begannen Mitte Mai und dauerten bis zum 24. Juni 1939. 
Nurse Edith Cavell hatte in den USA am 1. September 1939 in New York Premiere, am 29. September lief er dann allgemein in den Kinos der USA an.
Dem Film wurde ein Hinweis vorangestellt, worin man den Verwandten von Miss Cavell und weiteren Personen, sowie dem Imperial War Museum in London für zur Verfügung gestellte Dokumente dankte. Dann erfolgte der Hinweis, dass der Film auf der wahren Geschichte einer britischen Krankenschwester beruhe, die von einem deutschen Erschießungskommando im Jahr 1915 in Brüssel erschossen worden sei.
Laut späterer Quellen soll der Schauspieler Fernand Visele, der im Film einen Butler spielte, in St. Gilles in der Zelle neben Edith Cavell inhaftiert gewesen sein. Im Mai 1939 war im Hollywood Reporter zu lesen, dass der Nationale Rat zur Verhütung des Krieges die Darstellung im Film als unfreundliche Geste gegenüber Deutschland werte. Der Film hatte Premiere in der Woche, als der Zweite Weltkrieg begann. Gem. der Kritik im Blatt der Branche, der Variety, sowie englischer Schriftsteller und des Produzenten Herbert Wilcox, setzte man durch, dass der Film überhaupt in Hollywood produziert werden konnte.
weitere Verfilmungen
- 1919: The Cavell Case, Regie John G. Adolfi, Hauptrolle Julia Arthur
- 1928: Dawn, Regie Herbert Wilcox, Hauptrolle Sybil Thorndike

Mit seiner erneuten Verfilmung unter dem Titel Nurse Edith Cavell drehte Herbert Wilcox eine Neuverfilmung seines Films von 1928.

## Kritik
Frank S. Nugent von der New York Times bezog sich auf Willcox’ Verfilmung von 1928 und war der Meinung, dass diese Version wahrscheinlich nicht eine so große Kontroverse entfesseln werde, wie der stille Vorgängerfilm, über den der deutsche Botschafter sich beim britischen Außenminister Sir Austen Chamberlain empört und seine Absetzung gefordert habe. Der Kritiker bestätigte, dass Wilcox in seiner zweiten Ausgabe der Geschichte von Edith Cavell mit Anna Neagle in der Titelrolle sachlich, nicht aufwieglerisch und tief betroffen von ihrem Heldentum unter dem Einfluss einer erdrückenden Kriegsmaschinerie erzähle. Hervorgehoben wird der Abschluss des Films mit den von Edith Cavell gesprochenen Worten: „Ich habe erkannt, dass Patriotismus nicht genug ist, ich darf weder Hass noch Bitterkeit gegenüber irgendjemand empfinden.“

## Auszeichnungen
1940 wurde Anthony Collins für seine Musik zu Nurse Edith Cavell in der Kategorie „Beste Original-Filmmusik“ für einen Oscar nominiert, musste jedoch Herbert Stothart und seiner Musik für den Musicalfilm Das zauberhafte Land den Vortritt lassen. 